# 法栄寺 (静岡市)
法栄寺（ほうえいじ）は、静岡県静岡市葵区駒形通にある日蓮宗の寺院である。山号は円立山。旧本山は蓮永寺、親師法縁。

## 歴史
- 創建については以下の二説がある。
  - 貞享元年（1684年）一如院日還を開山に開創した。
  - 弘治元年（1555年）法栄院日立を開山に開創した。
- 昭和15年（1940年）1月15日の静岡大火で焼失した。
- 昭和20年（1945年）6月20日の静岡大空襲で再び焼失した。
  - 現在の諸堂はその後再興されたもの。

## 境内
- 本堂